# 哈爾科夫行動 (1919年6月)
哈爾科夫行動是1919年6月俄國內戰中的軍事行動，白军部隊從布爾什維克奪取重要的工業中心哈爾科夫。